# Pseudacanthicus histrix
Pseudacanthicus histrix är en fiskart som först beskrevs av Valenciennes, 1840.  Pseudacanthicus histrix ingår i släktet Pseudacanthicus och familjen Loricariidae. Inga underarter finns listade i Catalogue of Life.